# 장필리프 라모

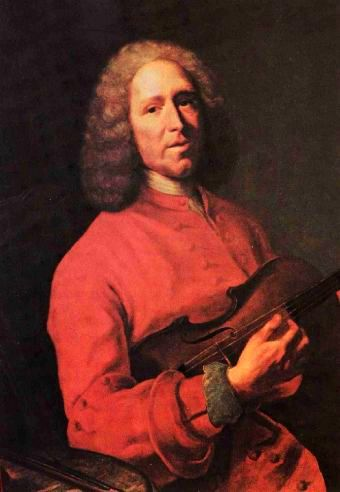
장-필리프 라모, 자크 앙드레 조세프 아베트의 그림. 1728년.

장필리프 라모(프랑스어: Jean-Philippe Rameau, 1683년 9월 25일 ~ 1764년 9월 12일)는 프랑스의 작곡가이다. 그는 후기 바로크 음악을 대표하는 이론가이기도 하며, 프랑스의 국민적 오페라, 발레 양식을 더욱 발전시켰으며 음악이론가로서 근대화성학의 기초를 확립했다.

## 일대기와 작품
프랑스 디종에서 태어난 장-필리프 라모는 디종교회의 오르간 연주자인 아버지 밑에서 음악을 배웠다. 일찍부터 하프시코드와 오르간 연주자로 활약하였으며, 1706년 <클라브생곡집 제1권>을 출판하였다. 1715년에는 리용에서 대성당의 오르간 연주자가 되었으며, 여기에서 유명한 <화성론-Traize de l'harmonie>의 저술을 시작하고 1722년 파리에서 출판하여 세상의 주목을 끌기 시작했다.
1723년부터 파리에서 거주하면서부터는 극장에 내놓을 작품을 쓰기 시작하였으며 <클라브생 제2권>을 출간하여 호평을 받았다.
만년에는 프랑스의 악단을 통솔하는 궁정실내악작곡가가 되었고, 죽기 직전에 귀족으로 봉해졌는데 이 때에는 그의 명성이 점차로 높아져 1739년 걸작 <다르다누스-Dardanus>가 공연되고 있었다. 라모는 이론가 및 작곡가로서 역사상의 중대한 인물이라고 할 수 있다.
그는 <화성론>의 발표이후 화음의 전위음악에 대한 이론으로 논란의 대상이 되기도 했으나 현대 기능화성법 발전의 토대를 마련하는 주춧돌이 되었다. J.S.바흐와 더불어 12평균율을 적극적으로 주장한 최초의 대가였다. 프랑스 궁정 오페라의 옹호자로서의 그는 륄리의 방법을 더욱 발전시켜서 이탈리아 오페라의 선율주의. 성악중심주의에 대항하여 후일의 글루크와 더욱이 바그너의 오페라 개혁에 선도적인 역할을 한 것으로 볼 수 있다. 기악작곡가로서의 그는 F.쿠프랭과 함께 표제적 경향의 모음곡을 다수 작곡하였는데 이 곡들은 오늘날 연주회 레퍼터리에 널리 애용되고 있다. 이들은 쿠프랭의 선율성과 장식인 세련보다도 더욱 근대적인, 힘찬 합리적인 화성의 표현을 가지고 있으며, J.S.바흐 등 많은 음악가들에게도 큰 영향을 주었다. 발레, 오페라 분야에서는 J. B. 륄리에 의해 기초가 확립된 프랑스의 국민적 오페라-발레양식을 더욱 발전시켜, 음악적으로 보다 우월하게 만드는 데 공헌하였다.
그는 바흐나 헨델과 더불어 후기 바로크를 대표하기에 충분하나 프랑스적인 특성과 그의 작품을 계몽하기에 부족했던 프랑스악파로 인해 프랑스 밖으로 그의 작품들이 전해지지 못했다. 독일의 지휘자 아르투르 니키쉬는 만일 “그가 독일인었다면 바흐보다도 더욱 위대한 음악가로 인정받았을 것이다”라고 말했다. 대표적인 오페라로는 라모의 데뷔작인 서정 비극인 《이폴리트와 아리시》(Hippolyte et Arici)와 오페라-발레인《우아한 인도의 나라들》(Les Indes galantes)이 있다. 주요 저서로는 화성론(Traize de l'harmonie, 1722년)이 있다.

## 작품 목록

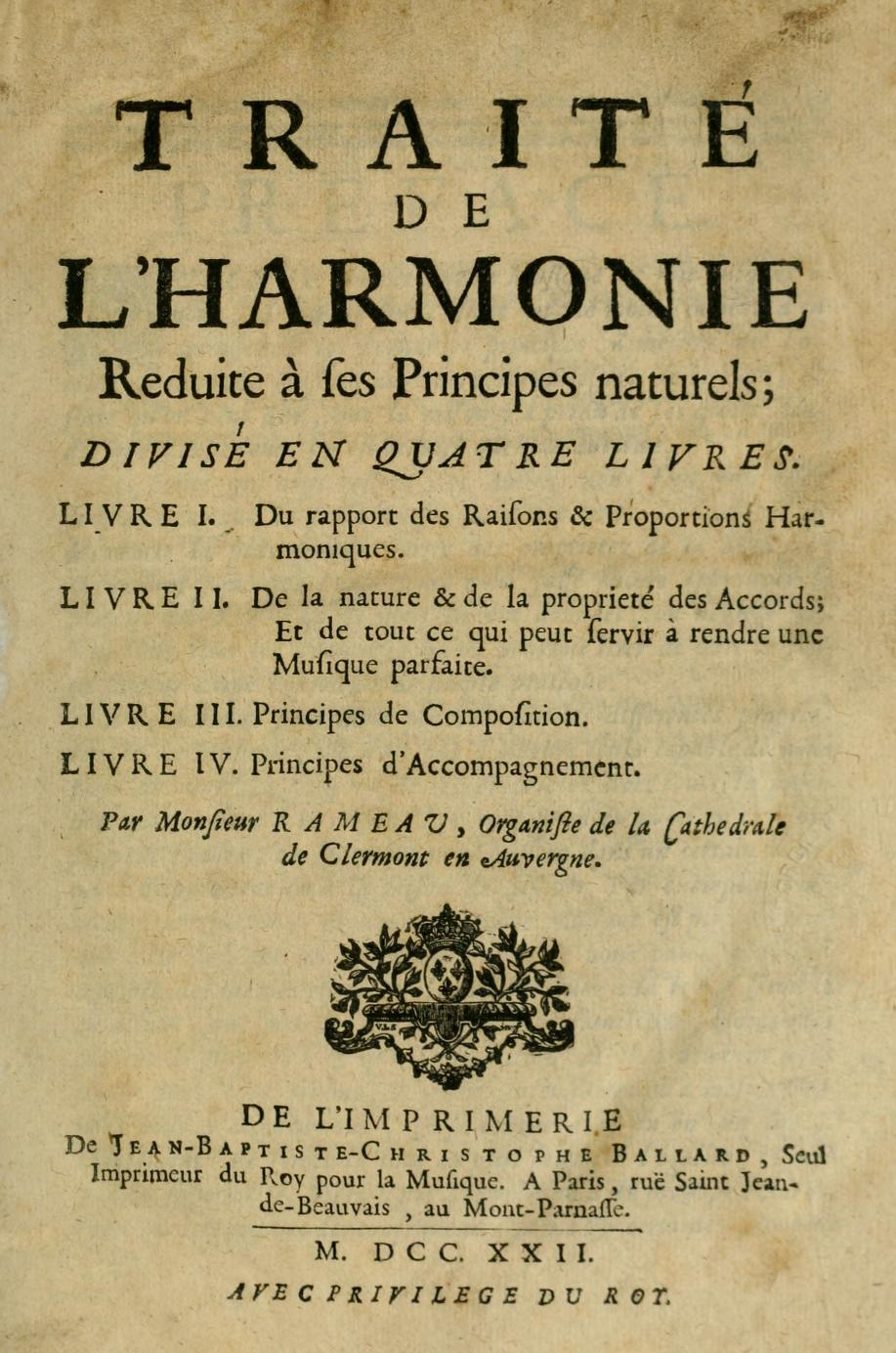
그가 1722년에 쓴 저서 중 하나

### 기악곡
- Pièces de clavecin. Trois livres. "하프시코드를 위한 소품들", 3권, 각기 1706년, 1724년, 1728년에 발간
- Pièces de clavecin en concerts Five albums of character pieces for harpsichord and harmony. (1741)
- La Dauphine 하프시코드. (1747)
- 라모의 오페라에서 추출한 여러개의 관현 춤 모음곡들.

### 칸타타
- Les amants trahis
- L’impatience
- Aquilon et Orithie
- Orphée
- Thétis (1727)
- Le berger fidèle (1728)

### 모테트
- Deus noster refugium (1716년 이전)
- In convertendo (1718년 경)
- Quam dilecta (1720년)
- Laboravi

### 서정 비극
- 이폴리트와 아리시 (1733)
- 카스토르와 폴뤽스 (1737) Castor et Pollux
- 다르다누스 (1739), score
- 조로아스트르 (1749) Zoroastre
- 레 보레아드 (1763)

### 기타 무대곡들(오페라와 발레)
- 우아한 인도의 나라들 (1735-36)
- 에베의 축제 or les Talens Lyriques (1739)
- 나바르의 공주 La Princesse de Navarre(1744, text by Voltaire)
- 플라테 (1745), pdf 악보
- 피그말리옹 (1748)
- Naïs (1749)
- La Guirlande (1751)
- 제피르 (Zéphire, Les Nymphes de Diane) (1754)
- Anacréon (1757)
- 레 팔라댕 Les Paladins (1760)

### 저서
- Traité de l’harmonie réduite à ses principes naturels (1722년 파리)
- Démonstration du principe de l'harmonie (1750년 파리)

라모의 <클라리넷 모음곡 마장조> 중 탕부랭 (tambourine)이라는 작품은 < 우박은 춤춘다>라는 제목의 동요로 우리나라에 알려졌다.

## 음악 듣기
- (영어) Magnatune "Les Cyclopes" mp3 화일 트레버 피노크의 연주

## 같이 보기
- 부퐁 논쟁